# Tanečnice (rozhledna)
Tanečnice, původním názvem Bismarckturm (Bismarckova věž), je zděná rozhledna o výšce 26 metrů, stojící na vrcholu stejnojmenného hřbetu Šluknovské pahorkatiny, v katastrálním území města Mikulášovice v okrese Děčín. Rozhledna byla postavena v letech 1904–1905 českoněmeckým Horským a okrašlovacím spolkem pro Mikulášovice (Gebirgs- und Verchönerungs- Verein zu Nixdorf), náhradou za dřívější dřevěnou rozhlednu. Je to nejsevernější rozhledna na území Česka.

## Galerie

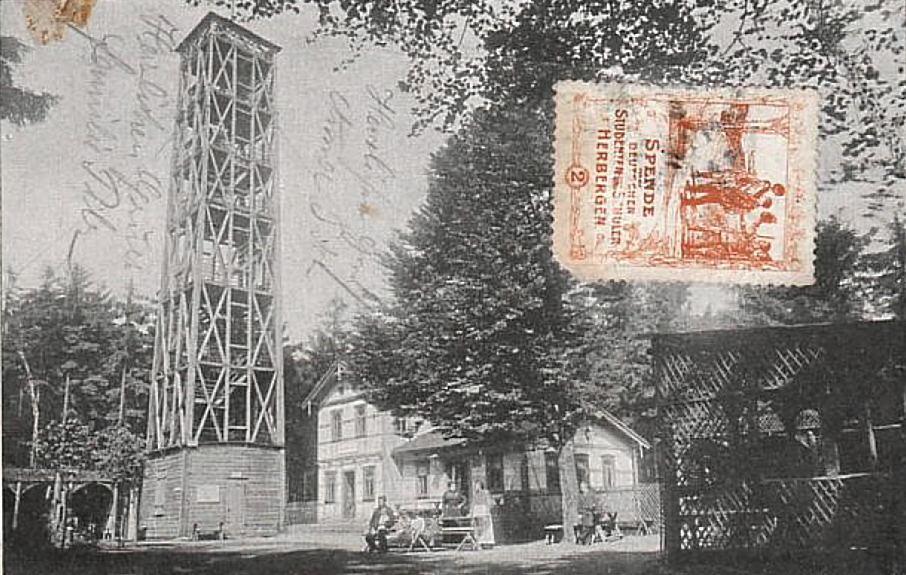
Věž korunního prince Rudolfa s horskou chatou (konec 19. století)
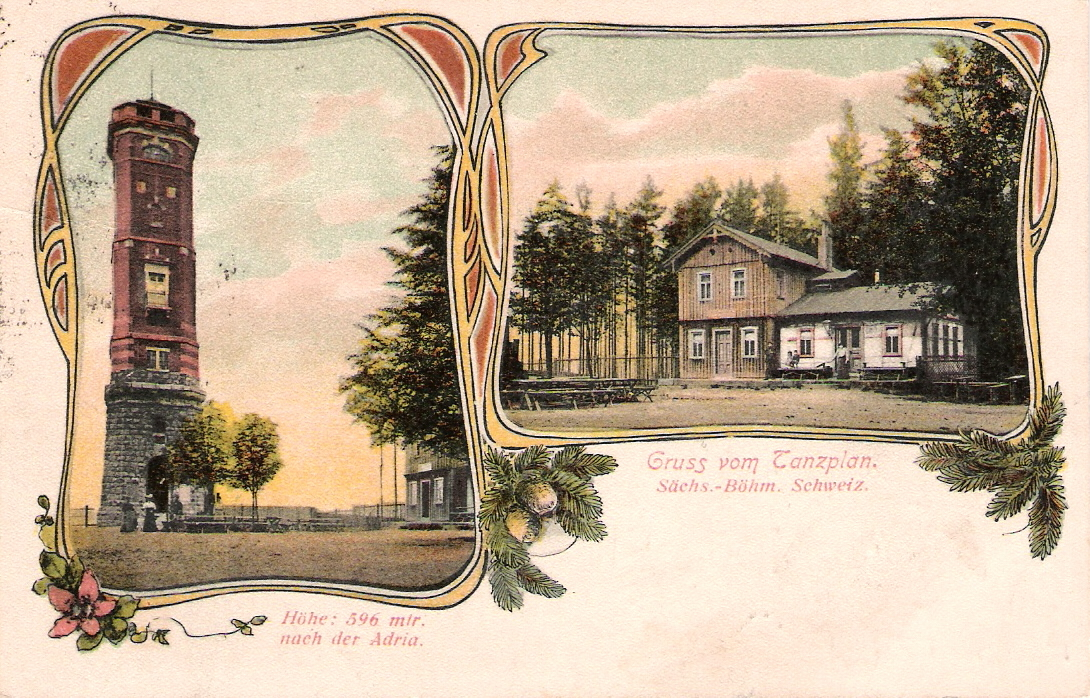
Bismarckova věž s horskou chatou (počátek 20. století)
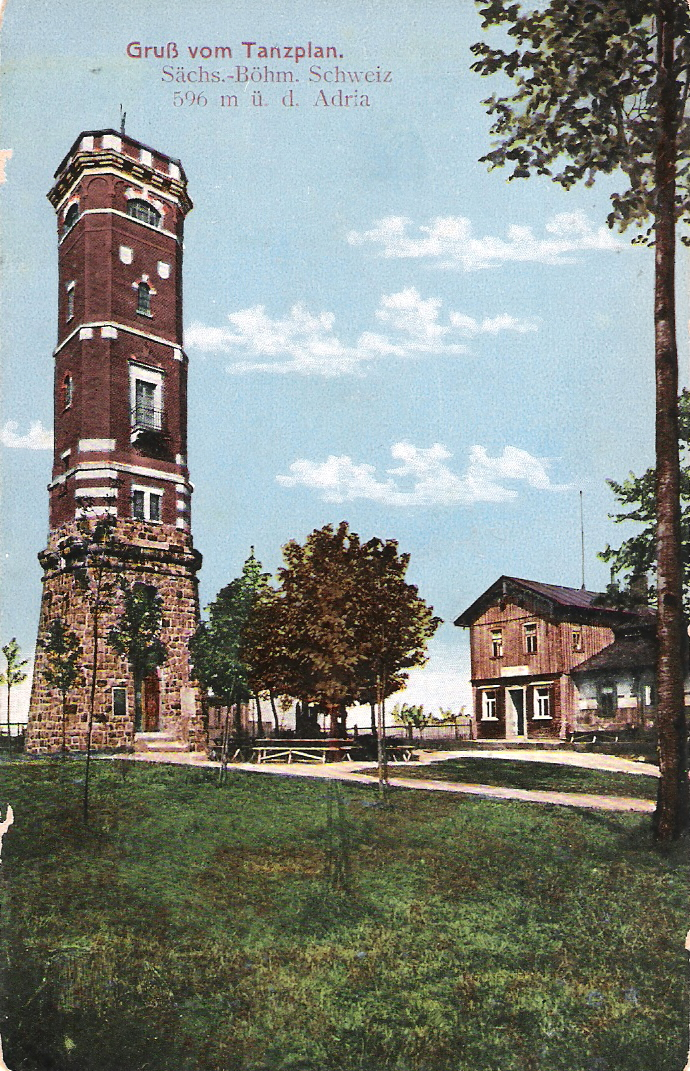
Historická podoba (počátek 20. století)
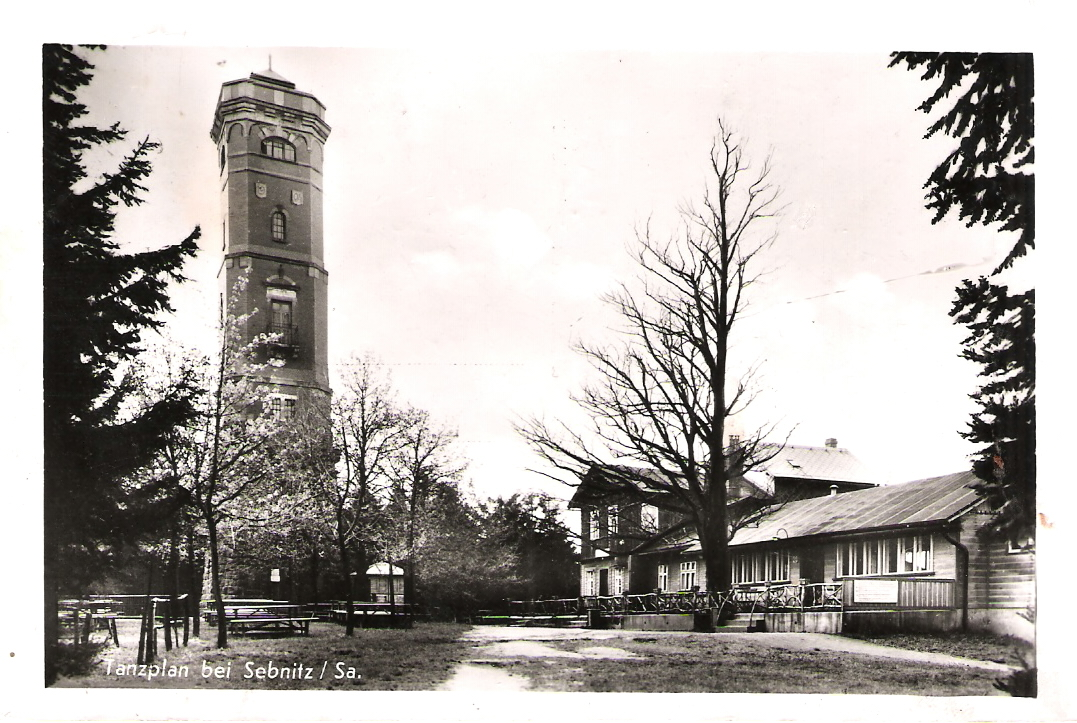
Bismarckova věž s rozšířenou horskou chatou (30. léta 20. století)
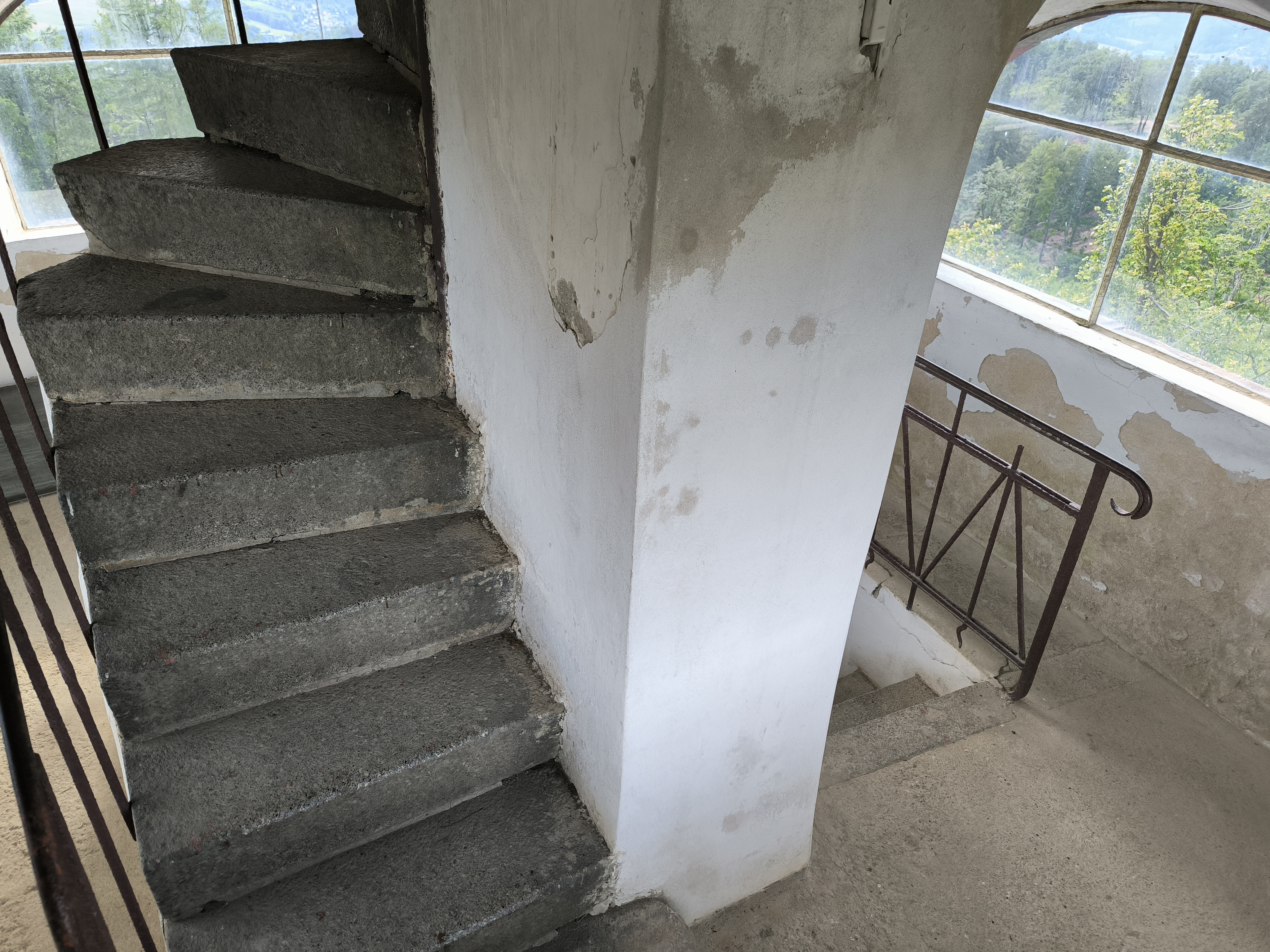
Schodiště pod vyhlídkovou plošinou
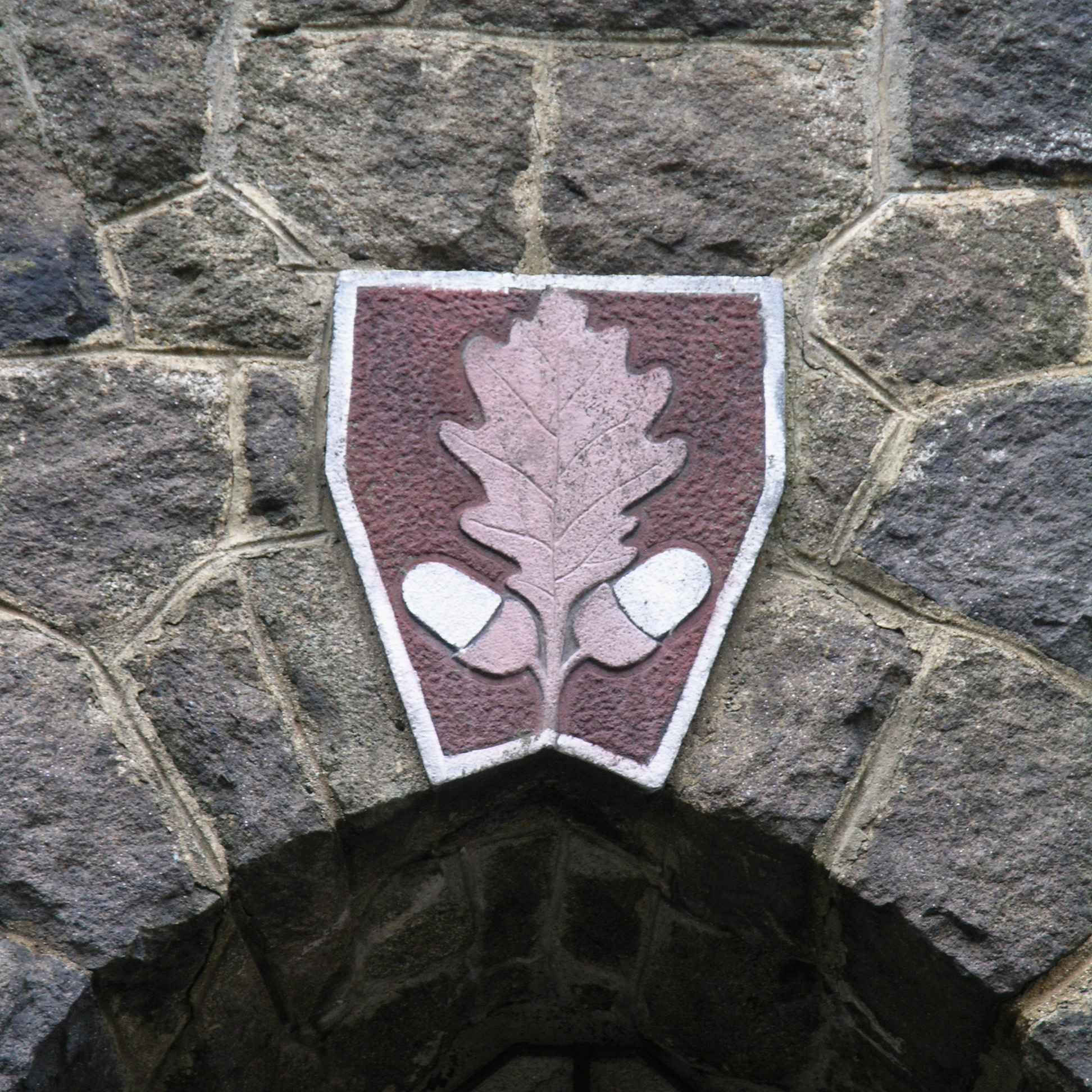
Znak v klenáku nad vchodem

## Historie
Na vrcholu Tanečnice stávala již ve 30. letech 19. století dřevěná triangulační věž, která sloužila zeměměřičům při sestavování map stabilního katastru. Ta zvláště v druhé polovině 19. století stále více přitahovala výletníky a turisty. Mikulášovičtí turisté, pod vedením Wenzela Pilze a Josefa Herlta, roku 1885 založili Gebirgs- und Verchönerungs- Verein zu Nixdorf (Horský a okrašlovací spolek pro Mikulášovice), který začal připravovat výstavbu skutečné rozhledny. Pro stavbu získali svolení od majitele pozemků, Franze hraběte Salm-Reifferscheidta (1819–1887). Rozhledna, zvaná Kronprinz Rudolf-Turm (Věž korunního prince Rudolfa), postavená podle plánů stavitele Schichta, nesla jméno následníka trůnu Rudolfa Habsbursko-Lotrinského (1858–1889) a dokončena byla na podzim 1886. Ze smrků pokácených v nedaleké vsi Kopec ji zhotovil mikulášovický tesař August Rösler. Slavnostně byla otevřena 6. října 1886, přesně rok po založení spolku. V květnu 1887 ji pak nechal spolek požehnat. Již během výstavby rozhledny vedle ní vyrostl dřevěný kiosek, který provozoval Wenzel Pilz. Podle skromného vzhledu se stánku, s odkazem na tehdy oblíbený román americké spisovatelky Harriet Beecher Stoweové (1811–1896), říkalo Onkel Toms Hütte (Chaloupka strýčka Toma). Roku 1887 dřevěný stánek nahradila restaurace ve švýcarském stylu. Nově postavenou rozhlednu 3. července 1887 poškodil zásah blesku, z prostředků spolku však byla brzy opravena. Dřevěná rozhledna stála na vrcholu až do 26. května 1903, kdy ji zničila silná vichřice. Horský spolek začal následně jednat o výstavbě nové zděné věže. Z předložených architektonických návrhů zvítězily plány od mikulášovického stavitele Josefa Scholze, podle kterého se začalo bezprostředně po odklizení trosek stavět. Základní kámen zděné rozhledny byl položen 10. července 1904. Stavba trvala necelý rok a přišla na 24 tisíc rakouských korun. Slavnostní otevření a předání do užívání se uskutečnilo 28. května 1905. Nová rozhledna nesla jméno Bismarckturm (Bismarckova věž), a to na počest německého kancléře Otto von Bismarcka (1815–1898). Po dokončení se stala nejsevernější rozhlednou Rakousko-Uherska a posléze Československa a Česka. Roku 1929 vystřídal ve vedení restaurace oblíbeného hostinského Wenzela Pilze jeho syn Quido Pilz.
V průběhu druhé světové války o rozhlednu křídlem zavadil letoun značky Junkers, jenž se pak nedaleko vrcholu zřítil. Rozhledna zůstala v následujících letech poškozená a brzy po skončení války zanikla restaurace. Dne 4. května 1946 ji zachvátil požár a kvůli špatné dostupnosti stavba shořela do základů. Až do počátku 60. let 20. století tvořil vrch Tanečnice součást hraničního pásma a zdejší lesy, včetně rozhledny, nebyly přístupné veřejnosti. Obnova rozhledny přišla po zrušení hraničního pásma. V letech 1966–1967 ji opravil Městský národní výbor (MěNV) v Mikulášovicích za pomoci národních podniků Mikov a Stap, znovu otevřena pro veřejnost byla roku 1969. Vedle rozhledny vyrostl provizorní dřevěný kiosek. Na místě vyhořelé restaurace začal na jaře roku 1979 stavět MěNV novou restauraci nazvanou Koliba. Výstavba se však kvůli nedostatku finančních prostředků, materiálu a hlavně pracovních sil neúměrně protahovala, takže byla dokončena až v roce 1986. Poslední rekonstrukce rozhledny, zvláště vnitřních omítek a nátěru kovových prvků, proběhla v roce 2004 u příležitosti oslav stého výročí položení základního kamene.

## Stavební podoba
Tanečnice je zděná osmiboká rozhledna o výšce 26 metrů. Prvních 10 metrů je vystavěno z opracovaného granodioritu, zbylých 16 metrů je z neomítnutých pálených cihel. K vrcholu vede 136 schodů. Vpravo od vchodu se nachází základní kámen s letopočtem 1904. Cihlovou část obepínají ocelové pásy, které zpevňují zdivo poškozené nárazem letadla. Nad vchodem zakončeným lomeným obloukem je v klenáku umístěn znak s dubovým listem a dvěma žaludy.